# Balin (chevalier)
Pour les articles homonymes, voir Balin.

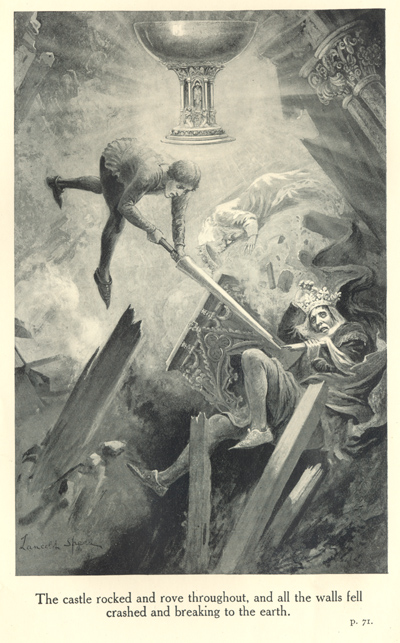
Le Seigneur Balin empalant le Roi Pêcheur.

Balin ou Balaain est un personnage de la légende arthurienne dont les aventures sont contées dans le cycle de la Post-Vulgate (XIIIe siècle) et dans Le Morte d'Arthur de Thomas Malory (XVe siècle). Il est surnommé Balin le Sauvage ou le Chevalier aux deux épées.

## Balin et la légende d'après Malory
Une demoiselle se présenta à la cour du roi Arthur ceinte d'une épée que personne ne peut retirer de son fourreau, sauf un chevalier valeureux et « exempt de vilenie ou perfidie, pur de trahison ». Le roi et ses meilleurs chevaliers s'y emploient sans résultat. C'est alors que Balin, chevalier de Northumbrie tombé en disgrâce car il aurait tué un chevalier cousin d'Arthur, propose de tenter l'épreuve à son tour. Il parvient à délivrer la demoiselle qui lui demande de rendre l'épée. Mais Balin refuse et veut la garder pour lui. Elle lui révèle alors qu'il a tort, car cette épée causera sa perte et la mort de son meilleur ami.
Alors qu'il s'apprête à quitter Camelot, Balin tranche la tête de la fée Viviane qui avait réclamé la sienne. Ensuite, à la cour du roi Pellam de Listenoise, il tue Garlon, le chevalier invisible qui avait vaincu plusieurs chevaliers et blessé Arthur.
Enfin Balin affronte un chevalier écarlate qu'il ne reconnait pas mais qui s'avère être son frère Balan. Balin est vainqueur, mais tous deux périssent dans ce combat.
Balin ne fit pas partie des chevaliers de la Table ronde, ayant péri avant l'instauration de celle-ci.

## Analyse
L'épisode de la Dame à l'épée ceinte qui figure dans Le roman de Balain (la partie de la suite Post-Vulgate consacrée au héros), avant d'être reprise par Mallory, est très similaire à l'aventure survenue au chevalier Mériadeuc dans Le Chevalier aux deux épées, rédigé sensiblement à la même époque, sans que l'on sache vraiment s’il existe un quelconque rapport entre les deux romans.